# Marcin Barlik
Marcin Barlik (ur. 11 listopada 1944 w Bydgoszczy, zm. 22 marca 2018) – polski naukowiec, prof. dr hab. inż. nauk technicznych o specjalności geodezja fizyczna, geodezja wyższa, grawimetria geodezyjna. Promotor i recenzent licznych prac naukowych w zakresie geodezji wyższej, wielokrotny prodziekan ds. naukowych Wydziału Geodezji i Kartografii Politechniki Warszawskiej.

## Życiorys
Urodził się w 1944 roku jako syn Władysławy Barlik z domu Baranowskiej (1916–1992) i Bolesława Barlika (1907–1970). W 1963 roku ukończył technikum geodezyjne w Bydgoszczy i zaczął studia wyższe na Wydziale Geodezji i Kartografii Politechniki Warszawskiej, które ukończył w czerwcu 1968 i uzyskał dyplom magistra inżyniera geodety w specjalności geodezyjne pomiary podstawowe. Od 1 października 1968 do 28 lutego 1969 pracował jako asystent stażysta w Katedrze Geodezji Wyższej wydziału pod kierownictwem profesora Czesława Kameli. Od 1 marca 1969 został zatrudniony w katedrze na stanowisku asystenta, a od 1970 roku starszego asystenta. Od 1970 prowadził również zajęcia dydaktyczne na Wojskowej Akademii Technicznej w Warszawie, najpierw na Wydziale Inżynierii, Chemii i Fizyki Technicznej, a po jego przekształceniu 1 września 2006 na Wydziale Inżynierii Lądowej i Geodezji, będąc członkiem rady naukowej tego wydziału.
W 1976 na podstawie rozprawy doktorskiej „Problem redukcji grawimetrycznych dla badania rzeczywistych odchyleń pionu w terenach górskich”, której promotorem był prof. dr hab. Zbigniew Ząbek, uzyskał stopień doktora nauk technicznych w dziedzinie geodezji i kartografii. W latach 1978–1979 pracował jako profesor na Uniwersytecie Bagdadzkim (College of Engineering). W 1984 wykładał i prowadził zajęcia praktyczne z zakresu astronomii geodezyjnej w algierskim Institut National de Cartographie. Odbył też kilka zagranicznych staży naukowych: w 1984 w Instytucie Inżynierów Geodezji, Fotogrametrii i Kartografii w Moskwie, w 1985 roku w Królewskim Instytucie Technicznym w Sztokholmie, w 1986 na Uniwersytecie Technicznym w Dreźnie oraz w 1988 na Politechnice Czeskiej w Pradze.
Stopień doktora habilitowanego uzyskał w 1983 na podstawie rozprawy „Koncepcja wykorzystania quasi-geoidy wygładzonej w procesie opracowania obserwacji geodezyjnych i astronomicznych”. W 1992 został mu nadany przez prezydenta Rzeczypospolitej Polskiej tytuł naukowy profesora w dziedzinie nauk technicznych.
W latach późniejszych związany z Instytutem Geodezji Wyższej i Astronomii Geodezyjnej Wydziału Geodezji i Kartografii PW, w której pełnił funkcję zastępcy dyrektora ds. dydaktycznych, przez dwie kadencje zastępcy dyrektora ds. naukowych, a po kolejnej reorganizacji wydziału pełnił w latach 2008–2012 funkcję kierownika Katedry Geodezji i Astronomii Geodezyjnej. Przez cztery kadencje (1991–1996 i 2002–2008) był także prodziekanem ds. naukowych Wydziału Geodezji i Kartografii.
Został pochowany na cmentarzu w Wilanowie.

## Działalność naukowa
Prowadził na Politechnice Warszawskiej wykłady, ćwiczenia audytoryjne, laboratoryjne i projektowe z przedmiotów takich, jak geodezja wyższa, geodezja fizyczna i grawimetria geodezyjna, geodynamika, geofizyka ogólna i poszukiwawcza. Przez dwanaście lat był członkiem Senatu PW (1996–2008), a także kierował Komisją Senatu ds. Kadr. Wchodził też w skład Senackiej Komisji ds. Nauki.
Był autorem lub współautorem pięciu podręczników akademickich z zakresu geodezji fizycznej, grawimetrii geodezyjnej i geofizyki geodezyjnej, opublikował ponad 120 artykułów naukowych w czasopismach o zasięgu międzynarodowym, z których kilkanaście ukazało się w naukowej prasie zagranicznej.
Od 1996 był członkiem Komitetu Geodezji Polskiej Akademii Nauk, od 2007 był zastępcą przewodniczącego, a po śmierci przewodniczącego prof. Lubomira Włodzimierza Barana w 2009 powierzono mu tę funkcję, którą pełnił do 2016 roku.
Uczestniczył w wielu kongresach, sympozjach i konferencjach naukowych o zasięgu międzynarodowym, podczas których wygłosił ponad sto referatów, komunikatów i doniesień naukowych. Był współautorem przyjętej w 1981 roku koncepcji African Geodetic Continental Network, jako przedstawiciel Polski w ramach Inicjatywy Środkowoeuropejskiej był jednym z twórców sekcji geodezji, był także w ramach inicjatywy w latach 1992–2007 współtwórcą projektu i kierował realizacją zunifikowanej środkowoeuropejskiej sieci grawimetrycznej UNIGRACE. Członek Europejskiej Unii Nauk o Ziemi.
Współautor pierwszej modernizacji polskiej Podstawowej Osnowy Grawimetrycznej Kraju z 1997 roku, uczestniczył w sporządzeniu ekspertyz dotyczących podstawowych osnów geodezyjnych dla Głównego Urzędu Geodezji i Kartografii. Członek Komitetu Narodowego do spraw Współpracy z Międzynarodową Unią Geodezji i Geofizyki przy Prezydium Polskiej Akademii Nauk. Od 2003 członek Centralnej Komisji ds. Stopni i Tytułów. 

## Życie prywatne
Od 29 kwietnia 1972 w związku małżeńskim z Teresą Barlik z domu Kątną, dwójka dzieci: Tomasz i Agnieszka. 
Brat prof. Romana Barlika, dziekana Wydziału Elektrycznego Politechniki Warszawskiej.

## Odznaczenia i wyróżnienia
- Złoty Krzyż Zasługi (1991)
- Medal Komisji Edukacji Narodowej (2000)
- Krzyż Kawalerski Orderu Odrodzenia Polski
- Zasłużony dla Politechniki Warszawskiej
- Zasłużony dla Uniwersytetu Przyrodniczego we Wrocławiu
- Złoty Medal Wojskowej Akademii Technicznej
- Brązowa Odznaka Stowarzyszenia Geodetów Polskich

Laureat nagród Ministra Nauki i Szkolnictwa Wyższego i Ministra Edukacji Narodowej oraz kilkunastu nagród rektora PW zarówno za osiągnięcia naukowe, jak i dydaktyczne. W 2015 uhonorowany został godnością doktora honoris causa Uniwersytetu Rolniczego im. Hugona Kołłątaja w Krakowie.

## Źródła
- Komitet Geodezji PAN. gik.pan.pl. [zarchiwizowane z tego adresu (2018-03-23)].
- „Geodeta prof. Barlik doktorem h.c. Uniwersytetu Rolniczego”, Nauka w Polsce, 04.11.2015
- Uroczystość nadania tytułu doktora honoris causa na UR, dlaStudenta.pl, 03.11.2015
- Zmarł prof. Marcin Barlik, geoforum.pl, 22.03.2018
- Prof. Marcin Barlik, [w:] baza „Ludzie nauki” portalu Nauka Polska (OPI PIB) [dostęp 2018-03-23].
- „Poczet Profesorów Wydziału Geodezji i Kartografii Politechniki Warszawskiej”, ISBN 978-83-935447-5-2